# Messe des pauvres
La Messe des pauvres est une œuvre d'Erik Satie en sept pièces pour orgues, les deux premières avec chœurs monodiques, composée en 1895. Caractéristique de la « première période » du compositeur, dont l'inspiration oscille entre élévation mystique et canulars du Chat noir, la partition est faite de brèves sections répétées avec des accords dissonants non résolus, innovations qui ont été diversement appréciées par les musiciens du XXe siècle — avec ironie, dans le cas d'un Boulez, ou avec admiration dans le cas d'un Varèse.

## Composition
Erik Satie compose sa Messe des pauvres en 1895. Habitué du cabaret du Chat noir, il amuse ses amis avec des œuvres aux titres étranges, comme les Gymnopédies, ou des canulars — comme le projet de ballet mystique intitulé Uspud,, limité à une demi-douzaine de phrases musicales mais présenté avec le plus grand sérieux au directeur de l'Opéra de Paris : intimidé par des lettres de menaces du compositeur, celui-ci reçoit Satie et son œuvre au Palais Garnier le 20 décembre 1895 — « le tout, évidemment, est de s'entendre sur les mots », commente Anne Rey.
Natif d'Honfleur comme lui, et montrant le même sens de l'humour, Alphonse Allais surnomme déjà « Ésotérik Satie, » son camarade montmartrois qui se brouille avec le Sâr Peladan après avoir fait partie des Rose-Croix, tente de fonder sa propre « Église métropolitaine d'Art de Jésus Conducteur » — dont il reste le seul et unique membre, — et collabore brièvement à la revue d'ésotérisme, de littérature, de science et d'art de Jules Bois. C'est dans cette revue, Le Cœur, que paraît une partie de sa Messe des pauvres, « mais le succès tarde, le découragement lui vient. En 1898, il change de vie, il déménage. Déjà, un an plus tôt, il avait décidé de ne plus « écrire à genoux », de changer de style ».
Ornella Volta et les biographes d'Erik Satie ne manquent pas de rappeler que le musicien est également très marqué par sa rupture toute récente avec Suzanne Valadon,,. Antoine Goléa s'interroge sur ce « mystère dans sa vie, que personne n'a jamais pu percer » : « Crise mystique ? Peut-être. Mais le fait serait-il prouvé qu'il ne résoudrait pas le problème : celui d'une régression volontaire à un « degré zéro » de la musique ».

## Présentation

### Mouvements
La Messe des pauvres est constituée de sept pièces, très brèves pour la plupart :
1. Kyrie eleison, pour chœurs et orgues,
2. Dixit Domine, pour chœurs et orgues,
3. Prière des orgues[note 3],
4. Commune qui mundi nefas, pour orgues[note 4],
5. Chant ecclésiastique, pour orgues,
6. Prière pour les voyageurs et les marins en danger de mort, à la très bonne et très auguste Vierge Marie, Mère de Jésus, pour orgues,
7. Prière pour le salut de mon âme, pour orgues

La dernière pièce, Prière pour le salut de mon âme, a été notée par Satie en 1893 : les Danses gothiques qu'il compose cette même année se présentent comme une « neuvaine pour le plus grand calme et la forte tranquillité de mon âme ». En 1895, la Messe des pauvres représente un projet plus ambitieux, probablement destiné aux cérémonies de son « Église métropolitaine d'Art ». La partition aurait compris un prélude (ou Introït) et un Gloria qui sont considérés comme perdus, donnant l'impression d'une Missa brevis inachevée. Le texte de la 3e pièce, très brève citation du Psaume 110, devrait être « Dixit Dominus Domino meo sede a dextris meis » : il s'agit d'une erreur dans l'édition originale.
L'œuvre est publiée aux Éditions Salabert.

### Analyse
La ligne mélodique des chœurs est dérivée de modes grecs. L'écriture en accords parallèles pour les orgues, soit parfaits soit dissonants (accords de septième et de neuvième majeures) et l'absence de barre de mesure ou d'indications de mouvement confèrent à la Messe des pauvres « une qualité de « temps suspendu » qui ne peut manquer de fasciner l'auditeur ».
Sur ce point, le témoignage de son camarade Patrice Contamine de Latour est éloquent : « [Satie] était dans la situation d'un homme qui ne connaîtrait que treize lettres de l'alphabet et déciderait de créer une littérature nouvelle avec ces seuls moyens, plutôt que d'avouer sa pauvreté. Comme audace, on n'avait pas encore trouvé mieux, mais il tenait à honneur de réussir avec ce système » — d'où « l'impression », selon Anne Rey, « de constructions mosaïquées, dénuées de supports thématiques ou cadentiels et substituant au principe de développement ceux de la répétition et de la symétrie ».
Le musicologue français François-René Tranchefort note pour sa part que, dans l’œuvre, « des réminiscences plus ou moins avouées de mélodies grégoriennes y contrarient — quant à l'expression — un système harmonique fondé sur les renversements de l'accord parfait et leurs altérations, ainsi que sur les enchaînements d'accords successifs ». Et de souligner que l'emploi par le compositeur des modes grecs « n'est pas sans accentuer le hiératisme d'une écriture essentiellement verticale ». 

## Postérité
Pour le critique musical Jean Roy, « Satie nous parle en confidence. Que nous dit-il ? Des choses simples. À savoir qu'il n'est pas besoin de beaucoup de notes pour créer du nouveau. Que la poésie des vieilles légendes, à condition d'avoir pour elles le regard naïf d'un enfant, est éternelle. Que les œuvres les plus brèves sont souvent les meilleures, que l'ennui est mortel et l'ostentation des virtuoses haïssable. Qu'une Messe doit être une humble prière ».

### Création
Après la mort d'Erik Satie, son ami et exécuteur testamentaire Darius Milhaud fait paraître le manuscrit de la Messe des pauvres. Trois pièces sont interprétées en public par l'organiste Paul de Maleingreau lors d'un concert Pro Arte à Bruxelles, le 3 mai 1926 : Prière des orgues, Commune qui mundi nefas et Prière pour le salut de mon âme. La première interprétation intégrale a lieu le 14 mars 1939 à l'Église de la Sainte-Trinité de Paris, sous la direction d'Olivier Messiaen.

### Critiques
L'attitude de Satie, « cette « originalité déplaisante » qui lui valut, de son vivant, avanies et sarcasmes, est aujourd'hui le plus sûr garant de sa gloire posthume ».
Au XXe siècle, Pierre Boulez ironise, « humoriste, mais toujours sans pitié », sur les « inventions de Satie : les accords de neuvième à résolutions exceptionnelles, la suppression de la barre de mesure, la simplicité ».
Plus sensible aux qualités expressives de la musique médiévale de l'École de Notre-Dame — de Léonin et Pérotin à Guillaume de Machaut — Edgard Varèse ne cache pas son admiration pour la Messe des pauvres de Satie, en particulier le Kyrie : « une musique qui tourne sur elle-même comme une sculpture ». À la fin de sa vie, travaillant à Nocturnal, il « songeait souvent à la musique d'Erik Satie ». Ce dernier « n'aimait pas Varèse, qui avait été son condisciple à la Schola Cantorum. Mais il le connaissait suffisamment pour lui emprunter de l'argent. Et ils fréquentaient les mêmes cafés ». Dans sa biographie de Varèse, Odile Vivier témoigne de son admiration pour le Kyrie de la Messe des pauvres comme pour la partition d'orchestre de Socrate.

## Discographie
- Messe des pauvres par Marilyn Mason (orgues) et chœurs dirigés par David Randolph (LP Esoteric, 1951, premier enregistrement mondial) (OCLC 9721343)
- « Les inspirations insolites d'Erik Satie » — Socrate, Mercure, Messe des pauvres, Geneviève de Brabant, Le Piège de Méduse, etc. par les chœurs René Duclos, dirigés par Jean Laforge et Gaston Litaize (orgues de l'Église Saint-François-Xavier de Paris) (1974, EMI Classics 62877)
- « La Musique Médiévale d'Erik Satie » — Messe Des Pauvres, pièces pour orgue (dont Vexations) par l'Ensemble Vocal Paris-Renaissance dirigé par Hélène Breuil et Hervé Désarbre (orgues de l'Église Notre-Dame du Val-de-Grâce) (14 février 1997, Mandala MAN 4896)

### Ouvrages généraux
- Antoine Goléa, La musique, de la nuit des temps aux aurores nouvelles, Paris, Alphonse Leduc et Cie, 1977, 954 p. (ISBN 2-85689-001-6).
- Vladimir Jankélévitch, La Musique et les heures : Satie et le matin, Paris, Seuil, coll. « Points » (no 952), 1988 (1re éd. 1957), 294 p. (ISBN 2-02-010188-2 et 978-2-7578-9907-6), p. 9-70.
- (en) Caroline Potter et Richard Langham Smith, French Music Since Berlioz, Londres, Ashgate Publishing, 2006, 363 p. (ISBN 978-0-7546-0282-8, lire en ligne).
- François-René Tranchefort (dir.), Guide de la musique sacrée et chorale profane : De 1750 à nos jours, Paris, Fayard, coll. « Les indispensables de la musique », 1993, 1176 p. (ISBN 2-213-02254-2).

### Monographies
- (en) Peter Hill et Nigel Simeone, Messiaen, New York, Yale University Press, 2005, 435 p. (ISBN 978-0-300-10907-8, lire en ligne)
- (en) Robert Orledge, Satie the composer, New York, Cambridge University Press, coll. « Music in the 20th Century », 1990, 394 p. (ISBN 978-0-521-35037-2, lire en ligne)
- Anne Rey, Satie, Paris, Éditions du Seuil, coll. « Solfèges », 1974, rééd. 1995, 192 p. (ISBN 978-2-02-023487-0 et 2-02-023487-4)
- Odile Vivier, Varèse, Paris, Éditions du Seuil, coll. « Solfèges », 1987, 192 p. (ISBN 2-02-000254-X).
- Ornella Volta, L'Ymagier d'Erik Satie, Paris, Francis van de Velde, 1979, 124 p. (ISBN 2-86299-007-8)

### Articles
- (en) Collectif et Caroline Potter (dir.), Erik Satie : Music, Art and Literature, Londres, Ashgate Publishing, 2013, 347 p. (ISBN 978-1-4094-3421-4)
Matthew Mendez, History, Homeopathy and the Spiritual Impulse in the Post-war Reception of Satie : Cage, Higgins, Beuys, p. 183-228
Robert Orledge, Chronological Catalogue of Satie's Compositions and Research Guide to the Manuscripts, p. 243-324
- Patrice Contamine de Latour, « Satie intime : Souvenirs de jeunesse (I à III) », Comœdia,‎ 3 août 1925, p. 2 (lire en ligne)
- Patrice Contamine de Latour, « Satie intime : Souvenirs de jeunesse (III [suite] à IV) », Comœdia,‎ 5 août 1925, p. 3 (lire en ligne)
- Patrice Contamine de Latour, « Satie intime : Souvenirs de jeunesse (IV [suite] à VI) », Comœdia,‎ 6 août 1925, p. 2 (lire en ligne)